# Talus (typographie)

Schéma du caractère mobile en plomb typographique de la lettre « F » majuscule.
4 : talus selon la 1re définition.
5 : talus selon la 2e définition.

En typographie, le talus possède deux définitions :
1. Flanc de l'œil d'un caractère mobile. Le talus est oblique, plus épais à la base, pour donner aux parties fines le maximum de solidité.
2. Distance qui sépare l’œil et les bords du caractère ; c’est donc le blanc fixe qui est ménagé de part et d’autre d’un œil, afin que ce dernier ne touche pas celui de ses voisins. On distingue généralement le « talus de tête », le « talus de pied », le « talus d'approche gauche » (ou « approche gauche ») et le « talus d'approche droite » (ou « approche droite »).

L'addition talus de tête + hauteur d'œil + talus de pied donne le corps, qui est toujours le même pour une fonte donnée.
Le talus est spécifique à la typographie manuelle. En typographie numérique, il n'y a plus de talus matérialisé. L'interlignage est réglé de manière numérique et permet ce qui était interdit en plomb, comme les lignes très resserrées, voire les chevauchements ou les superpositions. De même pour l'interlettrage.